# Скотопригонный двор
Скотопригонный двор — памятник архитектуры. Расположен в Санкт-Петербурге, современный адрес дома — Московский проспект, 65, набережная Обводного канала, 100.
Проект был разработал И. И. Шарлеманем и утверждён в 1821 году, строительство началось только в 1823 году (вследствие нехватки средств в городской думе), задержалось из-за наводнения 1824 года и шло до 1825 года . До этого времени с XVIII века здесь была грязная огороженная площадь с привязями и сараями; одним из поводов для сооружения стало замечание Александра I В. П. Кочубею по пути мимо этого участка в Царское село. Это стала первая бойня в России, созданная по европейским нормативам, по образцу Парижа, где Наполеон своим декретом от 13 ноября 1806 года распорядился открыть пять боен, три на правом берегу Сены, и две на «Рив Гош».
Состоит из обращённого на Московский проспект главного трёхэтажного корпуса и двух полутораэтажных флигелей по сторонам от него. Проект северного флигеля был изменён ещё до начала строительства для повышения вместимости до 3000 быков. Нижняя часть кубического массива центрального корпуса истолкована как цоколь, её прорезают три арки подъездов. Фасад украшен лепными панно с рогами изобилия. Изначально (с 1827 года) по сторонам от въездов стояли быки Демут-Малиновского . Здание относится к промышленным постройкам безордерного классицизма, в таких зданиях эффект композиции построен на простом лаконизме, пропорциях целого и деталей, контрасте гладких стен и скульптурных украшений.
Глухая ограда связывает флигеля с центральным корпусом. Нижняя часть стен флигелей и ограды рустована, что подчёркивает композиционное единство зданий. Фасад южного флигеля прорезают пять въездных арок. Во дворе с 1825 года стояла часовня во имя Николая Чудотворца (в 1908 году она была перестроена в церковь, которую закрыли сначала временно в 1919 году, а в 1922 году — постоянно, здание использовали как клуб и разобрали в 1930-е), в главном корпусе находились контора, «биржевой зал с чайною торговлею для собрания купечества» и квартиры служащих. В боковых флигелях содержался скот, верхний полуэтаж использовался для склада сена.
С 1860-х годов участок вновь стал слишком тесен для своих целей. В 1880 году было начато строительство здания новых городских скотобоен по проекту М. Ф. Петерсона (до этого площадка предназначалась только для торговли скотом). Обводный канал застраивался, к западу от участка пролегла железнодорожная ветка, прогон скота стал неудобен.
Замкнутый двор при здании, предназначенный для продажи пригнанного скота, занимает площадь около квадратного километра. Ранее был мощёным.
После того, как скотопригонный двор и бойню вынесли за город, в 1933 году во дворе был построен в стиле конструктивизма корпус молокозавода по проекту А. М. Соколова и В. Ф. Твелькмейера. В главном корпусе были размещены заводоуправление, коммерческий отдел, медпункт, детский очаг и жильё, в боковых зданиях службы — столовая, красный уголок и другие. В 1936 году бывшие загонные ворота южного флигеля и часть северного были разобраны с тем, чтобы стал виден молокозавод, тогда же были перенесены статуи быков.
Главный корпус и стена дворового фасада были повреждены снарядами во время блокады Ленинграда, но уже в 1942—1943 годах прошли архитектурные замеры, в 1944 году на главном фасаде были восстановлены барельефы.
В 1950-е годы молокозавод был перестроен, было построено здание молочной экспедиции, у которого была новая проходная и новые въездные ворота там, где до 1936 года были части северного флигеля; новое здание воспроизводило вид главного корпуса, отличаясь от него этажностью и проездами, но находилось западнее предшественника. В связи с расширением проезжей части на набережной глухой забор заменили на ограду из шлакоблоков по проекту В. А Матвеева, внешне стилизованную под остальной комплекс.
Молокозавод до 2010-х годов использовался «Петмолом», а в 2018 году был снесён. На его месте во дворе скотопригонного двора строится жилой комплекс «Московский, 65».